# ایستگاه ویلسدن گرین
ایستگاه ویلسدن گرین
یک ایستگاه از خط بیکرلو و از خطوط متروی لندن است.که در منطقه ویلسدن قرار دارد و در ۲۴ نوامبر ۱۸۷۹افتتاح شده‌است.

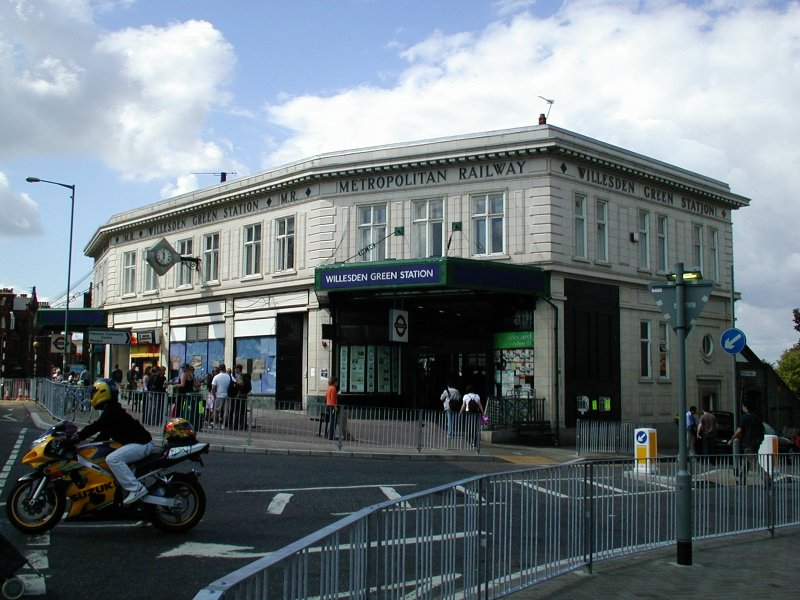

## نگارخانه

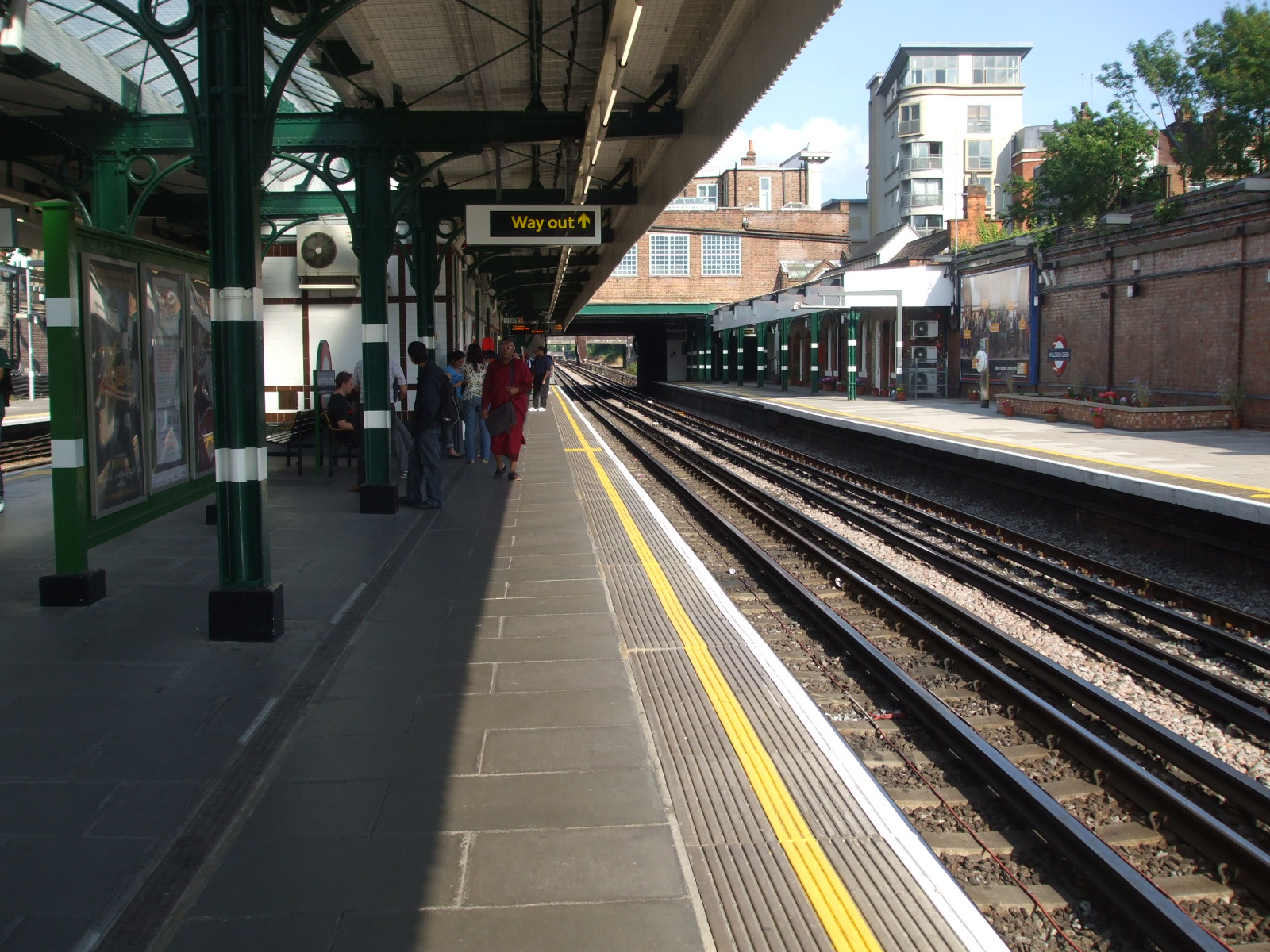
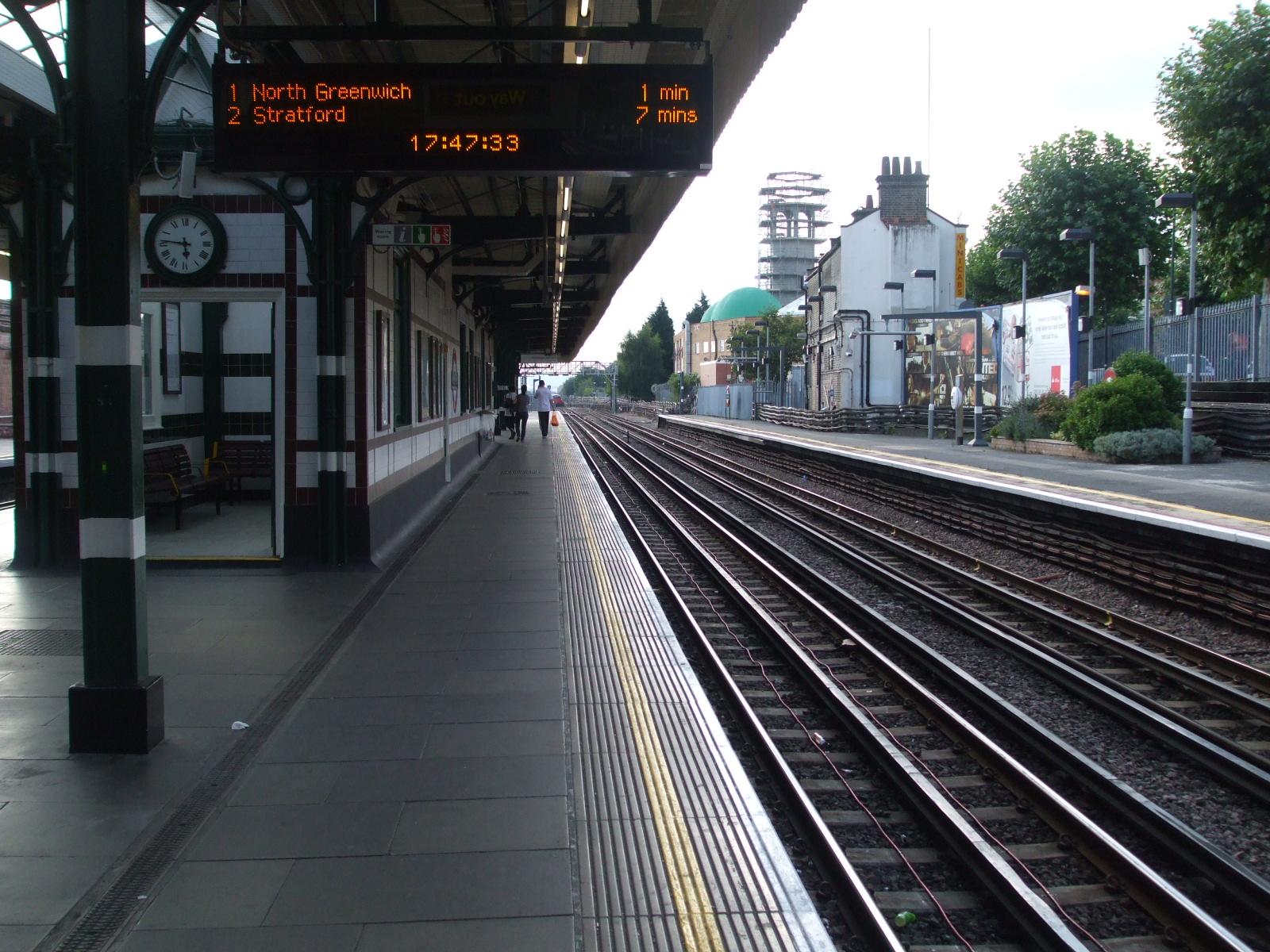
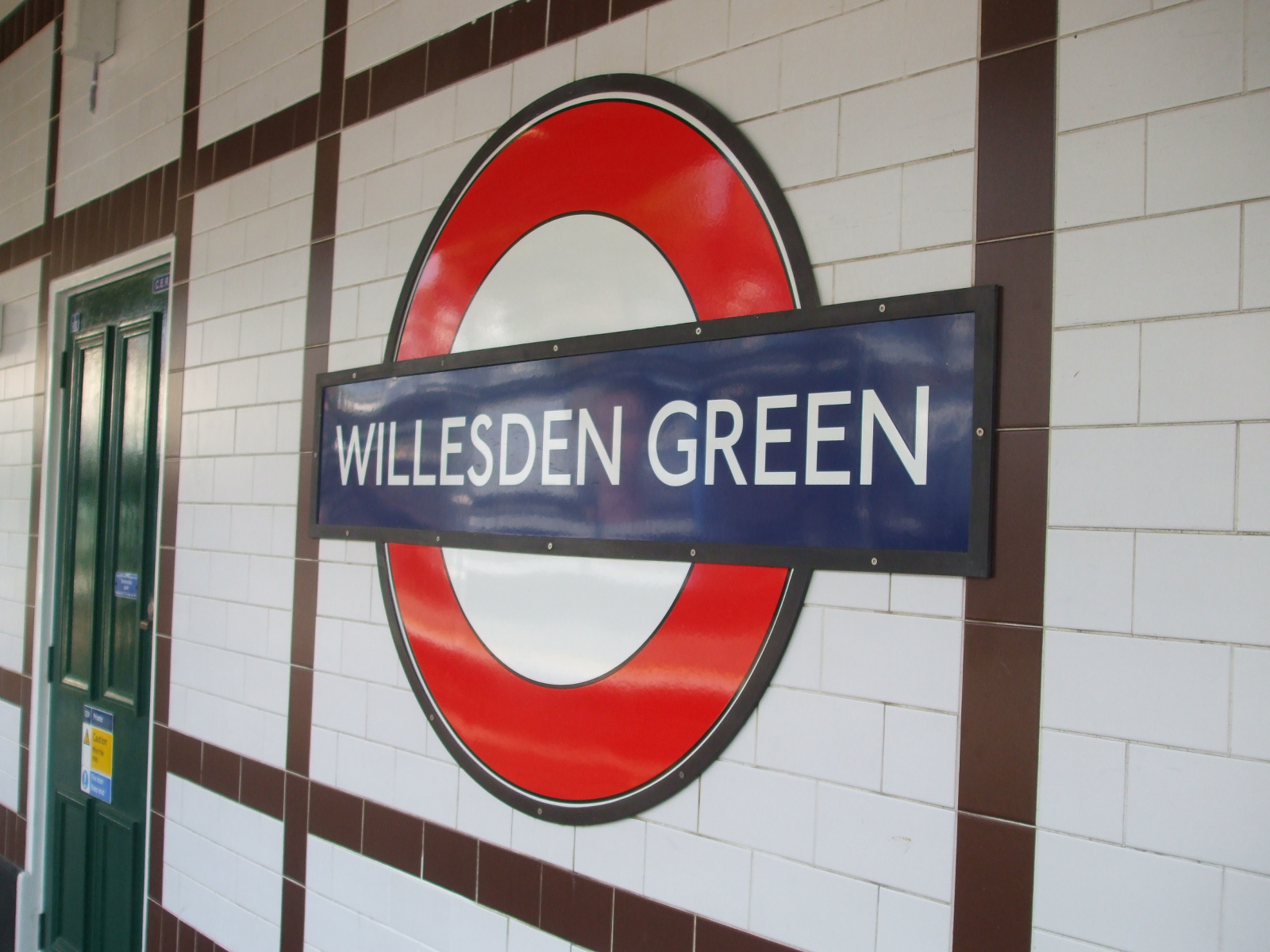
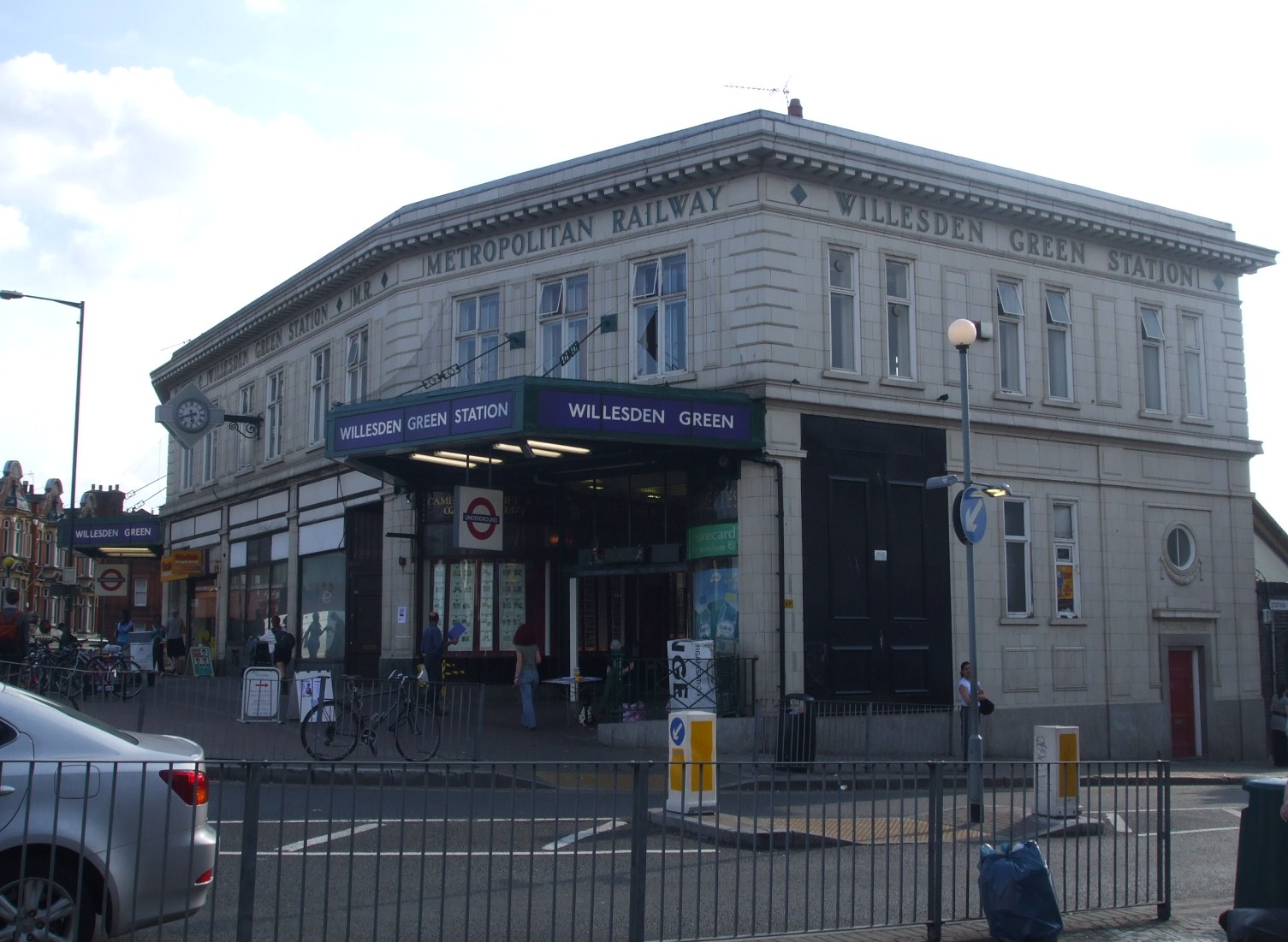

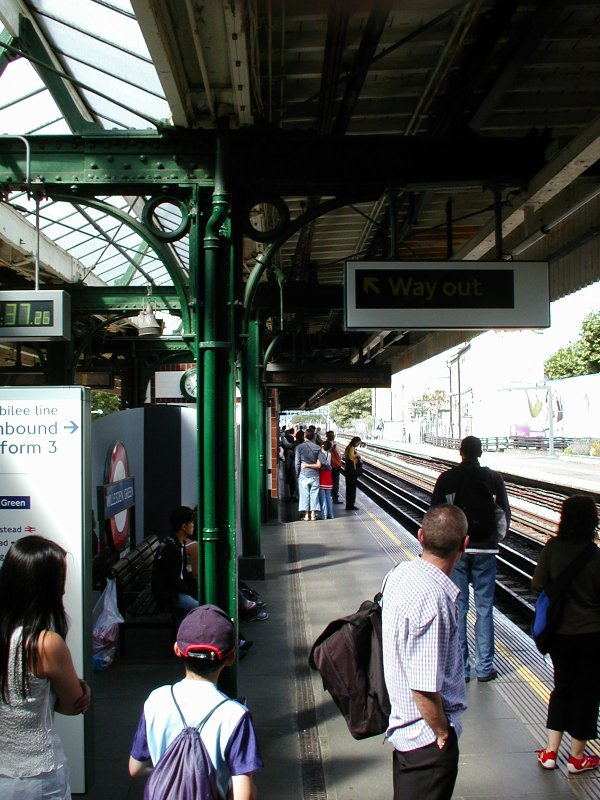
Southbound platform

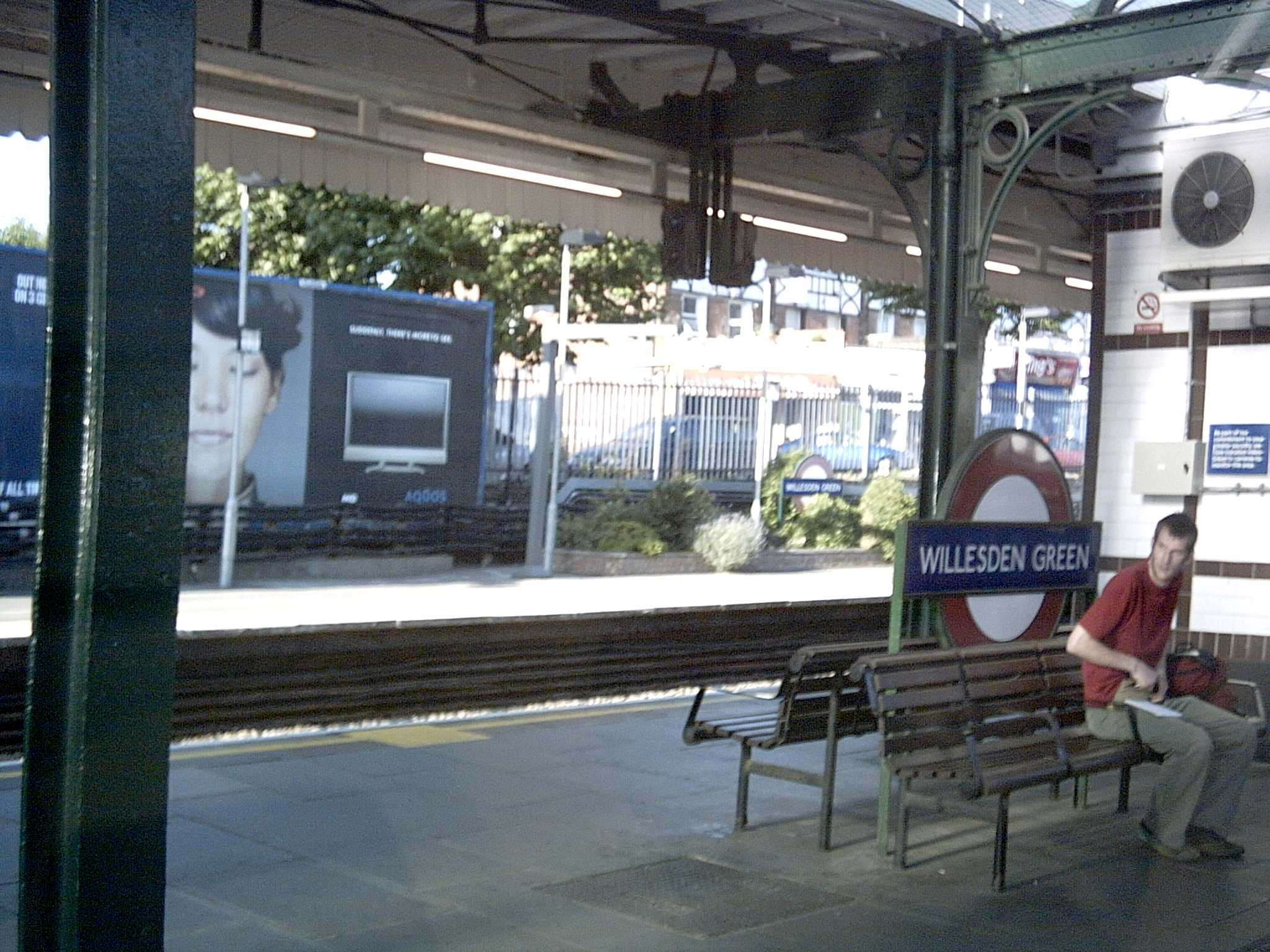
Station platform from a northbound Jubilee Line train

| ایستگاه قبلی               |  | متروی لندن |  | ایستگاه بعدی             |
| -------------------------- |  | ---------- |  | ------------------------ |
| Dollis Hillبه سمت Stanmore |  | خط جوبیلی  |  | Kilburnبه سمت استراتفورد |

چرینگ